# Bakócz-graduále

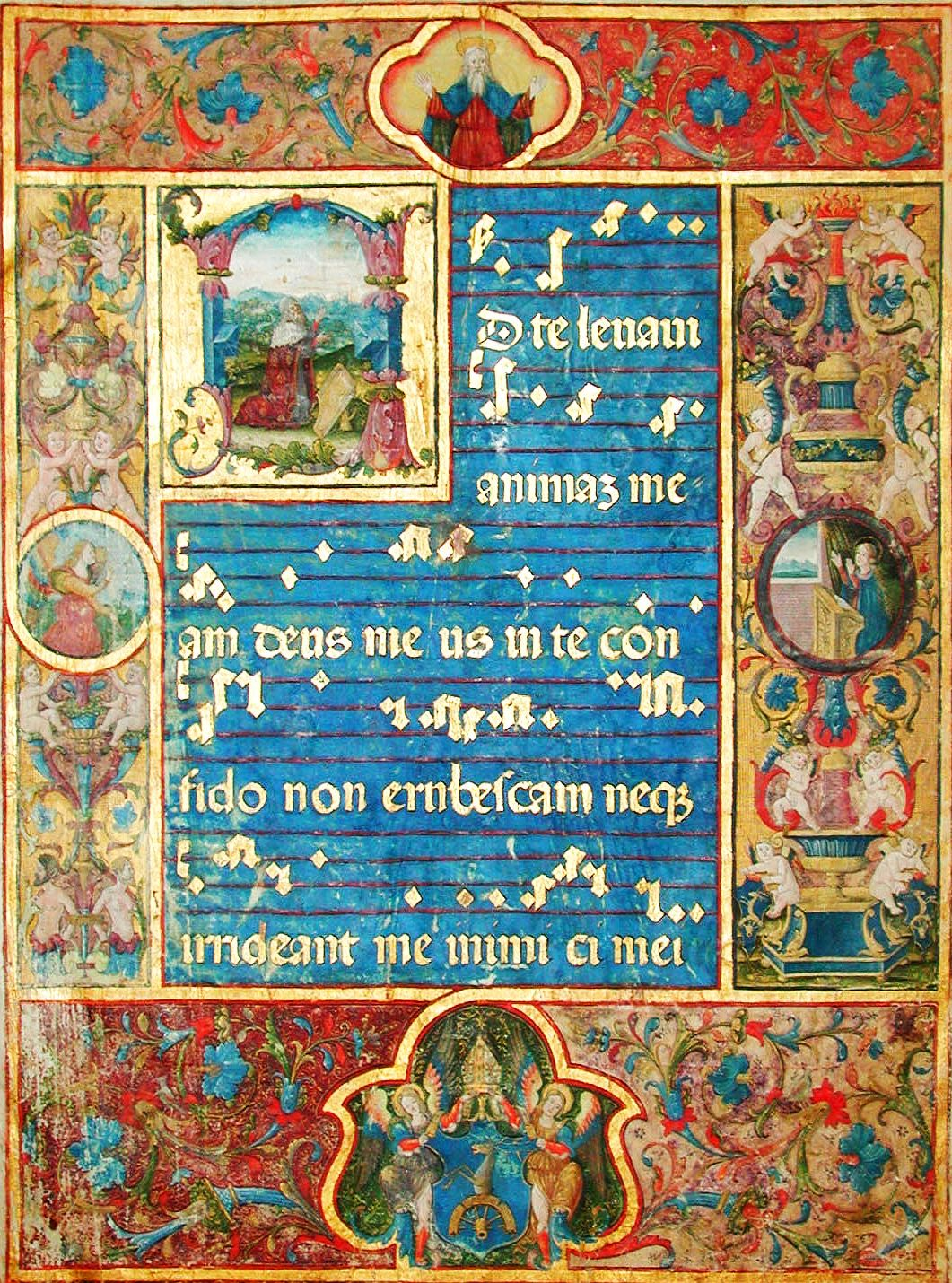
A Bakócz-gratulále első lapja, alul a Bakócz–Erdődy címer a bíborosi jelvények nélkül

A Bakócz-graduále egy kétkötetes reneszánsz kódex, amely a mise énekeit gyűjti egybe. Az esztergomi Főszékesegyházi Könyvtárban őrzik, a világ egyik legnagyobb méretű kódexe.

## Leírása
A latin nyelven íródott díszkódex a világ egyik legnagyobb kódexe. (76×60,5 és 85×62 cm) A két kötet összsúlya több mint 110 kg. Összesen 460 lapot tartalmaznak. Ekkora méretű pergamenlaphoz egy egész juh bőrére volt szükség, ezért a kódex alapanyagához legalább ennyi kifogástalan bőrű birka kellett. Kötése fatáblás barna bőrkötés vasveretekkel. Anyaga pergamen, díszítése befejezetlen.
Az első kötet címlapján kívül nincs benne a miniatúrák szempontjából késznek nevezhető levél, három lapja majdnem befejezett állapotot mutat. A kódex vége felé haladva már a képeknek szinte csak az előrajza, vagy az aláfestése, később már csupán az üres helye maradt meg. Mind tartalma, mind dallamvariánsai alapján az ún. esztergomi rítus képviselője, az esztergomi Szent Adalbert-székesegyházhoz köthető. A második kötet Prágai Szent Adalbert személyét hangsúlyozó, csak tervezett dísze is ezt támasztja alá. Az esztergomi rítus utolsó összefoglalása.
Az első kötet (temporale) tartalmazza a teljes egyházi év ünnepeinek énekeit, míg a második (sanctorale) a szentek ünnepeinek énekanyagát.

## Története
A kódex keletkezési körülményei nem teljesen tisztázottak. Többször megjelenik a megrendelő Erdődy-Bakócz család címere, de a bíborosi jelvények nélkül, amelyeket Bakócz Tamás, esztergomi érsek az 1500-as években már használt. Ezért előfordulhat, hogy nem Bakócz, hanem valamelyik, zágrábi püspökké kinevezett unokaöccse, Erdődy János vagy Erdődi Simon megrendelésére készült.
A gazdagon díszített művet Budán készítette a „Bakócz-monogramistának” nevezett mester a 15–16. század fordulóján. 1555-ben Oláh Miklós, Magyarország akkori hercegprímása a törökök elől Nagyszombatba menekült esztergomi érsekségnek ajándékozta. Ezt mindkét kötetben feljegyezték.

## Kiadása
- Graduale Strigoniense s. XV-XVI a cardinale Thomas Bakocz nominata, 2 kötet, Musicalia Danubiana sorozat, 12*, 12**, kiadta Szendrei Janka, Zenetudományi Intézet, 1990